# Pseudodipsas iovis
Pseudodipsas iovis är en fjärilsart som beskrevs av Hans Fruhstorfer 1923. Pseudodipsas iovis ingår i släktet Pseudodipsas och familjen juvelvingar. Inga underarter finns listade i Catalogue of Life.